# Isseben
Issebenet eller parietalknogle (latin: os parietale) er en parret knogle, der ligger bag pandebenet (os frontale) og udgør side og loft i hjernekassen. Knoglen er firkantet.